# Zbigniew Stolarek
Zbigniew Stolarek (pseud. Zbigniew Szary, Jan Krępień, St. Regue, ur. 20 marca 1920 w Łodzi, zm. 6 kwietnia 1988 w Warszawie) – polski reportażysta, tłumacz literatury pięknej, poeta, redaktor książek.

## Życiorys

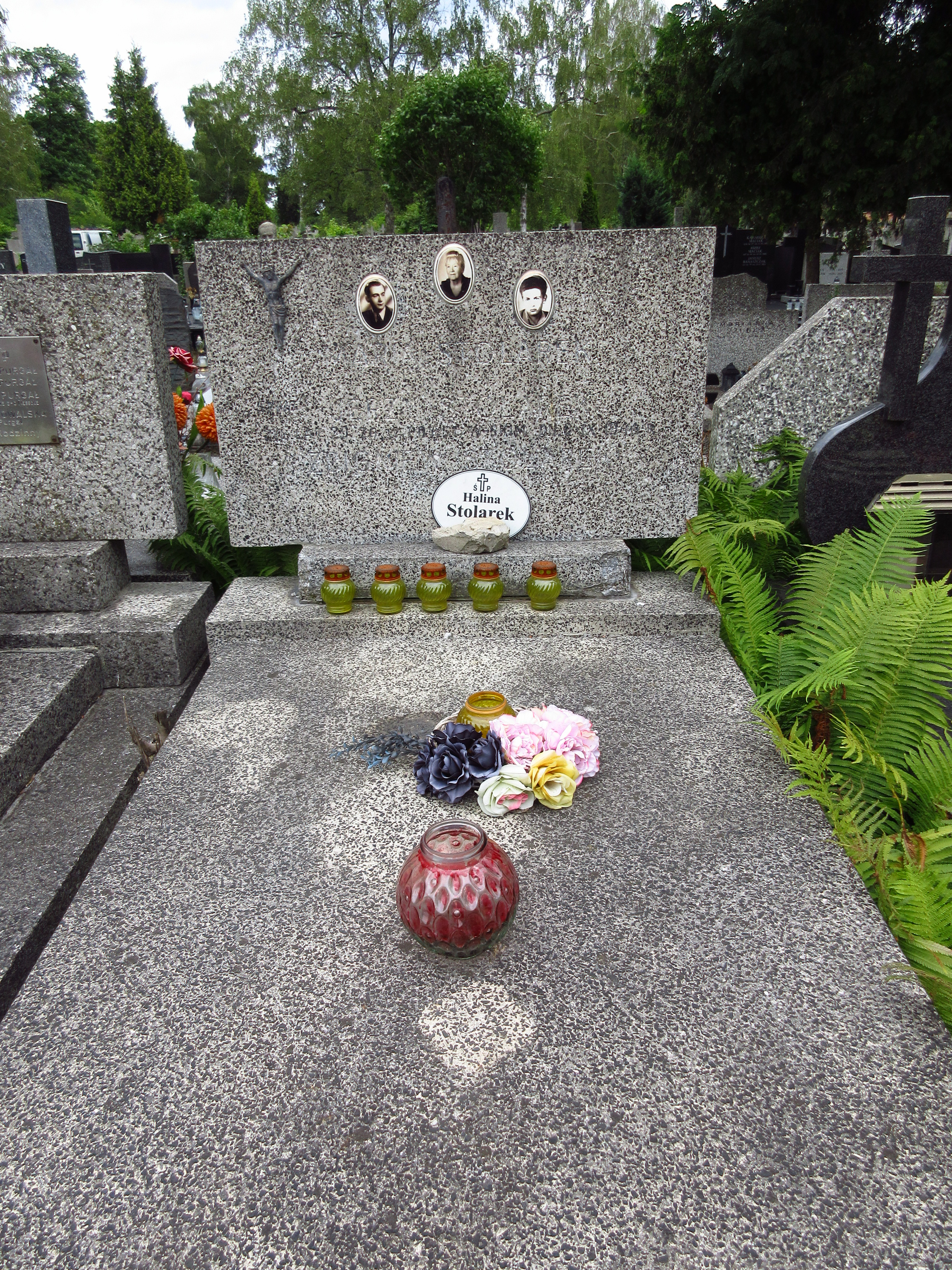
Grób Zbigniewa Stolarka na Cmentarzu Bródnowskim.

Syn Jana Stolarka i Marii Skórzewskiej. Uczył się w szkołach w Łodzi, Łukowie, Sokołowie, Radzyniu i Warszawie. Podczas II wojny światowej przebywał w Warszawie, gdzie studiował na tajnym Uniwersytecie Ziem Zachodnich (Uniwersytet Poznański działający w stolicy). Debiutował na łamach konspiracyjnego czasopisma "Kuźnia" (1943 r., wiersz pt. Fragment). Należał do grupy literackiej "Dźwigary", publikując w związanym z nią miesięczniku „Dźwigary”. Po powstaniu warszawskim, gdzie walczył w batalionie "Bełt", przebywał w niewoli (lazaret dla jeńców wojennych w Gross-Lübers i Lubece). Następnie we Francji, gdzie pracował jako dziennikarz tamtejszej "Gazety Polskiej". Podjął studia na paryskiej Sorbonie i École Supérieure de Journalisme. W latach 1946–1947 był korespondentem tygodnika "Pokolenie". W 1948 r. wrócił na krótko do Warszawy, gdzie pracował w Domu Wojska Polskiego (dział literacki). W 1949 r. powrócił do Paryża, gdzie nadal był członkiem redakcji "Gazety Polskiej" (w tym w latach 1951-1952 redaktor naczelny). W 1952 został wydalony z Francji (m.in. za przynależność do Francuskiej Partii Komunistycznej). Od 1952 r. w Warszawie. Wieloletni pracownik wydawnictwa "Iskry", gdzie zorganizował, przy współpracy z Krystyną Goldbergową, redakcję literatury reportażowej (m.in. wydawaną przez wiele lat serię reportażu podróżniczego "Naokoło świata").
Swoje teksty reportażowe, przekłady literackie i wiersze drukował m.in. w "Trybunie Wolności" (członek redakcji w 1956 r.), "Kraju" (członek redakcji w 1957), tygodniku "Świat" (stała współpraca w 1953 r., sporadyczna w latach 1955–1956 i 1966 r.), "Dialogu" (lata 1957–1958, 1962–1963, 1968–1970), "Kulturze" (m.in. członek redakcji w latach 1968–1970).
Tłumaczył dramaty Michela de Ghelderode’a, oraz reportaże autorów zagranicznych, publikowane w serii "Naokoło świata".
Członek Związku Zawodowego Literatów Polskich (od 1947 r., od 1949 r. Związek Literatów Polskich), działacz Klubu Literatury Faktu przy ZLP.
Odznaczenia, wyróżnienia i nagrody: "Zasłużony Działacz Kultury" (1967), Krzyż Kawalerski Orderu Odrodzenia Polski (1976), Nagroda miesięcznika "Literatura na świecie" za przekład (1976, za tłumaczenie książki Ahmadou Korouma Fama Dumbuya, najprawdziwszy Dumbuya na białym koniu, Państwowy Instytut Wydawniczy 1975).
Pochowany na cmentarzu Bródnowskim (kwatera 57M-4-10).

## Twórczość
- Po trzykroć ziemia (poezje; wstęp: Roman Bratny; Rada Narodowa Polaków we Francji 1946)
- Chińska ojczyzna (poemat; Prasa Wojskowa 1949)
- Od nitki do kłębka. Z podróży reporterskich po Francji. Kierunek: bawełna, wełna, len (reportaże; Iskry 1954)
- Byłem w Lourdes. Miasto cudów widziane własnymi i cudzymi oczami (publicystyka; Iskry 1959; wydanie II rozszerzone: 1963; wydanie III: 1966)
- Podróż do wielkiego patata (reportaże; Iskry 1961, wydanie II rozszerzone: 1966; seria: "Naokoło świata")
- Jak jelenie bawiły się z wilkami (opowiadania dla dzieci; Ruch 1966)
- Sygnet. Pieśń o wierności (dramat; "Teatr Polskiej Telewizji" nr 3/1969)
- Znajomi spod Perpignan (sztuka telewizyjna; "Dialog" nr 10/1968)
- Kraj jak wielkie "S" (Krajowa Agencja Wydawnicza 1978)

## Tłumaczenia
- Jean Anouilh, Antygona. Sztuka w jednym akcie ("Przegląd Kulturalny" nr 28-29/1956)
- Michel de Ghelderode, Escurial. Dramat w jednym akcie ("Dialog" nr 1/1957)
- Jean Cocteau, Piękny i nieczuły ("Dialog" nr 4/1957)
- Michel de Ghelderode, Czerwona magia. Sztuka w 3 aktach ("Dialog" nr 10/1958)
- Michel de Ghelderode, Jaki piękny dzień (wyst. Teatr Stary, Kraków 1958
- Léo Valentin, Człowiek-ptak (wspomnienia; Iskry 1958; seria: "Naokoło świata")
- Jean-Paul Sartre, Huragan nad cukrem (Iskry 1961)
- Czerwone oczy maski. Murzyńskie, eskimoskie, indiańskie, polinezyjskie teksty poetyckie (Iskry 1962; 1964; seria: "Naokoło świata")
- Michel de Ghelderode, O diable, który cuda głosił z ambony. Misterium dla marionetek ("Dialog" nr 1/1962)
- Raymond Maufrais, Zielone piekło (Iskry 1962, 1964, 1982; seria "Naokoło świata"; Muza 1995, ISBN 83-7079-437-8; wydanie skrócone pt. Zielone piekło w Gujanie, Iskry 1966, 1978)
- Maurice Pons, Pasażer jednej nocy (Czytelnik 1962)
- Michel de Ghelderode, Wędrówka mistrza Kościeja. Farsa w 3 aktach i 6 obrazach ("Dialog" nr 12/1963)
- Gérard Périot, Przez noc wielkich drzew (Iskry 1964; seria: "Naokoło świata")
- Bernard Gorsky, Moana (Iskry 1966; seria: "Naokoło świata")
- Pierre Pfeffer, Biwak na Borneo (Iskry 1968; seria: "Naokoło świata")
- Michel de Ghelderode, Pasja. Misterium Męki naszego Pana Jezusa Chrystusa ze wszystkimi osobami zrekonstruowane dla teatru marionetek według ludowego widowiska (Studium Aktorskie Teatrów Ludowych 1969)
- Michel de Ghelderode, Szkoła błaznów ("Dialog" nr 2/1969)
- Michel de Ghelderode, Przepychy piekielne. Tragedia buffo w 1 akcie ("Dialog" nr 3/1970)
- Drogi przez ogień (antologia publicystyki wietnamskiej; Iskry 1971; seria: "Naokoło świata")
- Michel de Ghelderode, Teatr. Utwory dramatyczne (zawiera: Eskurial, O diable każącym o cudach, Kobiety u Grobu, Wędrówka mistrza Kościeja, Sroka na szubienicy, Krzysztof Kolumb, Panna Jair, Kram Karoliny, Glorie piekielne, Dziwny jeździec, Farsa Mrocznych, Klub kłamców, Czerwona magia, Szkoła błaznów; Państwowy Instytut Wydawniczy 1971)
- Camara Laye, Czarny chłopak (Iskry 1973; seria: "Naokoło świata")
- Michel de Ghelderode, Błazny i demony (wyst. Teatr Studio 1974)
- Ahmadou Kourouma, Fama Dumbuya, najprawdziwszy Dumbuya na białym koniu (wstęp: Kazimierz Dziewanowski; Państwowy Instytut Wydawniczy 1975)
- Eposy czarnej Afryki (wespół z Wandą Leopold; zawiera: Sundżata albo Epopeja Mandingu. Z ustnej relacji spisał i na francuski przełożył D.T. Niane, Thomas Mofolo, Zulus Czaka. Z soto na angielski przełożył F.H. Dutton; Ludowa Spółdzielnia Wydawnicza 1977)
- Aimé Césaire, Poezje (Państwowy Instytut Wydawniczy 1978; seria: "Biblioteka Poetów")
- Roger Frison-Roche, Przez śniegi i wody Kanady (Iskry 1978; seria: "Naokoło świata")
- Robert Gessain, Ammassalik czyli cywilizacja obowiązkowa (Iskry 1978; seria: "Naokoło świata")
- Romulus Vulcănescu, Kolumna niebios (wespół z Danutą Bieńkowską; Ludowa Spółdzielnia Wydawnicza 1979)
- Michel de Ghelderode, Teatr (utwór dramatyczny; wyst. "Czarna Sala" Studium Aktorskiego, Sopot 1985)

## Prace redakcyjne
- Zjednoczenie ruchu robotniczego. Pieśni, utwory poetyckie, inscenizacje, fragmenty prozy (opracowanie antologii; Prasa Wojskowa 1948)
- Wejście w kraj. Wybór reportaży z lat 1944-1964 [t. I/II] (wybór, opracowanie i wstęp; Iskry 1966; 1967)
- Krajobraz ogni. Antologia reportaży o Nowej Hucie (wybór; wespół ze Stefanem Kozickim; Iskry 1971)
- Antologia poezji afrykańskiej (wybór i wprowadzenie; wespół z Wandą Leopold; Ludowa Spółdzielnia Wydawnicza 1974)
- Klucze do zdarzeń. Wybór reportaży z Polski i o Polsce (wybór i opracowanie; wespół z Krystyną Goldbergową, Iskry 1976, seria: "Biblioteka Literatury XXX-lecia")